# کیم مین-چول
کیم مین-چول (کره‌ای: 김민철؛ زادۀ ۷ سپتامبر ۲۰۰۰) بازیگر اهل کره جنوبی است. وی بیشتر با نقش گونگ چان-یونگ در بازپخش: لحظه‌ای که شروع می‌شود به شهرت رسید.